# Гёнюл, Гёкхан
Гёкхан Гёнюл (тур. Gökhan Gönül; 4 января 1985, Бафра, Турция) — турецкий футболист, защитник. Бывший игрок сборной Турции.

## Карьера
Гекхан Генюл родился 4 апреля 1985 года в турецком городе Бафра близ города Самсун.
Первым клубом Гёкхана был клуб из столицы Анкары «Генчлербирлиги», который отдал его в аренду в «Генчлербирлиги ОФТАШ», игравший первой лиге. В сезоне 2006/07 году он помог своему клубу выбраться в высшую лигу.
Затем был куплен «Фенербахче» и дебютировал вместе с ним в Лиге чемпионов. Свой первый гол за «Фенербахче» забил клубу «Галатасарай» в Кубке Турции. Дебют в Лиге чемпионов был в Москве 2 октября 2007 года против ЦСКА закончившийся ничейным счётом (2:2). Контракт его заканчивается ещё в 2014 году. Наставник команды Зико назвал его «турецкий Кафу», а топ-клубы вслед за этим начали проявлять интерес к Генюлу. В августе 2011 года защитником интересовалась клуб «Валенсия» и «Ювентус» который готовы были заплатить 8 млн евро за него, но клуб согласен был продать игрока только за 12 млн евро.
Гёнюл дебютировал в сборной Турции в ноябре 2007 года в товарищеском матче против Норвегии и в первой же игре дал точный пас. На Евро-2008, в котором Турция дошла до полуфинала не смог участвовать из за травмы полученный в последние дни до начала чемпионата.
Играет на позиции правого защитника, владеет невероятной скоростью и отлично подключается к атакам. В 2008 году газета Goal в списке 15 лучших крайних защитников мира включила и Гёхана Гёнюла. В 2011 году лучший защитник турецкой суперлиги.

### Тренерская карьера
Гёнюль был назначен помощником тренера молодёжной сборной Турции до 21 года 19 марта 2024 года. После того как он проработал помощником тренера на протяжении 5 матчей, 26 сентября 2024 года он стал главным тренером сборной.

## Достижения
- Обладатель Суперкубок Турции (3): 2007, 2009, 2014
- Чемпион Турции (2): 2010/11, 2013/14, 2016/17
- Обладатель Кубок Турции (2): 2011/12, 2012/13
- Бронзовый призёр Чемпионата Европы по футболу 2008